# 悠悠
悠悠（1988年6月23日-2004年3月）是一只雄性大熊猫，于1988年出生于日本上野动物园，父母为中国于1980年代初赠送给日本的一对大熊猫飞飞和欢欢。1992年，为纪念中日邦交正常化20周年，上野动物园将悠悠与北京动物园的大熊猫陵陵进行交换，悠悠因此来到北京动物园定居。它也成为第一只在海外出生后回到中国的大熊猫。2004年3月去世，年仅15岁